# Il primo amore non si scorda mai
Il primo amore non si scorda mai è un brano musicale scritto e interpretato da Enrico Ruggeri e presentato in gara al Festival di Sanremo 2016, dove è arrivato alla quarta posizione. La canzone è stata pubblicata come singolo il 9 febbraio 2016.
Il brano è incluso, come uno dei nove inediti, nella raccolta Un viaggio incredibile.

## Tracce
- Download digitale

1. Il primo amore non si scorda mai – 3:34

## Classifiche
| Classifica (2016) | Posizione massima |
| ----------------- | ----------------- |
| Italia            | 59                |